# Resolutie 2310 Veiligheidsraad Verenigde Naties
Resolutie 2310 van de Veiligheidsraad van de Verenigde Naties werd door de VN-Veiligheidsraad aangenomen op 23 september 2016 met veertien stemmen voor en één onthouding. De resolutie riep alle landen die het nog niet gedaan hadden op om het Kernstopverdrag uit 1996 te ratificeren zodat het van kracht zou worden, en tot het zover is ook geen kernproeven te houden.

## Standpunten
De Amerikaanse minister van Buitenlandse Zaken John Kerry zei voorafgaand dat een wereld zonder kernwapens mogelijk was, en dat landen er alles aan deden om het te bereiken. Hijzelf was immers opgegroeid in de tijd dat de VS en de Sovjet-Unie in een nucleaire wapenwedloop waren verwikkeld, en op een bepaald moment 50 000 kernraketten op elkaar gericht hadden staan. Ook was het bijna 30 jaar geleden dat de Amerikaanse president Ronald Reagan en Sovjet-leider Michail Gorbatsjov in IJsland bijeenkwamen over nucleaire ontwapening. Die top leidde tot het Intermediate-Range Nuclear Forces-verdrag, waaronder een kleine 2700 raketten werden opgeruimd.
Voorts vermeldde Kerry de onderhandelingen met Iran, met welk land in 2015 een overeenkomst was bereikt over diens atoomprogramma. Voordien werd het onwaarschijnlijk geacht dat Iran zijn atoomprogramma zou opgeven.
Egypte had zich bij de stemming onthouden. Vice-minister van Buitenlandse Zaken Hisham Badr maakte voorafgaand gewag van een aantal gebreken. Zo vond het land dat de Veiligheidsraad niet het juiste forum was voor het Kernstopverdrag en werd niet gesproken over het Non-proliferatieverdrag. Het ontbreken van maatregelen voor nucleaire ontwapening ondermijnde de geloofwaardigheid van de resolutie en stuurde een verkeerd signaal naar de internationale gemeenschap. Ook een aantal andere landen vond dat niet enkel over kernproeven, maar ook over kernontwapening moest worden gesproken.
De Noord-Koreaanse minister van Buitenlandse Zaken Ri Yong Ho zei eerder op de Algemene Vergadering dat zijn land allerminst van plan was zich bij het Kernstopverdrag aan te sluiten. Het land had enkele weken eerder een lanceerproef met een kernraket uitgevoerd. Het wilde zijn nucleair artsenaal verder uitbreiden en verbeteren om haar bestaansrecht te verdedigen en het hoofd te bieden aan de nucleaire dreiging vanuit de VS.
Rusland zei achteraf achter de principes van de resolutie te staan, en te hopen dat de volgende Amerikaanse president sterker in zijn schoenen zou staan betreffende de ratificatie van het Kernstopverdrag. Ook China vond dat het verdrag van kracht moest worden, en zei stappen te hebben gezet zoals een akkoord om geen kernwapens te gebruiken tegen niet-kernmachten. Zo ook Frankrijk, dat bijvoorbeeld was gestopt met de productie van plutonium voor kernwapens. Angola herinnerde eraan dat Zuid-Afrika na de apartheid zijn kernprogramma had opgegeven, waarop het Verdrag van Pelindaba van het Afrikaanse continent een kernwapenvrije zone had gemaakt.

## Achtergrond
In augustus 2016 had de Amerikaanse president Barack Obama voorgesteld een VN-resolutie voor een verbod op kernproeven aan te nemen. De Verenigde Staten is zelf een van de landen die het Kernstopverdrag wel hebben ondertekend, maar nog niet geratificeerd. De Republikeinse Partij is er immers tegen gekant uit vrees dat het de VS zou verzwakken terwijl rivalen zich er niet aan zouden houden, waardoor goedkeuring door de Amerikaanse Senaat, die de ratificatie met een tweederdemeerderheid moet goedkeuren, altijd onhaalbaar was. De republikeinse senator Bob Corker beschuldigde de regering-Obama ervan de Senaat te omzeilen en haar macht te misbruiken. De regering-Obama voert een beleid om het aantal kernwapens terug te dringen, en had in 2009 een gelijkaardige resolutie in verband met het Non-proliferatieverdrag ingediend bij de Veiligheidsraad.
Uittredend VN-secretaris-generaal Ban Ki-moon was teleurgesteld over het gebrek aan vooruitgang in verband met de afbouw van het aantal kernwapens. Dit was een van de redenen dat de VN was opgericht, en zelfs de eerste resolutie van de organisatie ging erover. Doch had men te maken met Noord-Korea, dat al verscheidene kernproeven had gehouden en bezig was kernwapens te ontwikkelen, en de Verenigde Staten, dat haar kernprogramma wil moderniseren.

## Inhoud
De Veiligheidsraad bleef achter het Non-proliferatieverdrag (NPT) uit 1968 staan. De verspreiding van massavernietigingswapens vormde immers een bedreiging voor de internationale vrede en veiligheid.
In 1996 nam de Algemene Vergadering van de Verenigde Naties met een ruime meerderheid middels resolutie 50/245 het Kernstopverdrag (CTBT) aan. Dit verdrag bande alle vormen van kernproeven, en beperkte daarmee de verbetering van kernwapens en de ontwikkeling van nieuwe geavanceerde kernwapens. Daarmee zou het verdrag bijdragen aan de verwezenlijking van een kernwapenvrije wereld; een doelstelling die al langer werd nagestreeft.
Het CTBT zou 180 dagen nadat alle 44 landen die in bijlage °2 van het verdrag werden vermeld het verdrag hadden geratificeerd in werking treden. Het ging over landen die hadden deelgenomen aan de onderhandelingen over het CTBT en die kernreactoren bezaten. Twintig jaar na datum hadden acht ervan dit nog niet gedaan. China, Egypte, Iran, Israël en de VS hadden nog niet geratificeerd, India, Noord-Korea en Pakistan hadden ook nog niet ingetekend. Alle landen, en in het bijzonder deze acht, werden opgeroepen het CTBT onverwijld te ratificeren.
Een aantal landen had in afwachting al een nationaal verbod op kernproeven ingevoerd. De Veiligheidsraad riep alle landen op om geen kernproeven meer te houden. Ook werden ze opgeroepen het voorziene toezichtsregime verder uit te bouwen. Er werd opgemerkt dat dit toezicht haar nut bewees als vertrouwensmaatregel en bijdroeg aan de non-proliferatie van kernwapens, zelfs zonder dat het CTBT in voege was getreden. Bovendien was uit het wereldwijde detectiesysteem van de CTBT-organisatie ook een waarschuwingssysteem voor aardbevingen en tsunami's ontsproten.
Desalniettemin zou de inwerkingtreding van het CTBT de internationale vrede en veiligheid bevorderen door de proliferatie van kernwapens te voorkomen, en door bij te dragen aan nucleaire ontwapening.
Lijst ·  2260 ·  2261 ·  2262 ·  2263 ·  2264 ·  2265 ·  2266 ·  2267 ·  2268 ·  2269 ·  2270 ·  2271 ·  2272 ·  2273 ·  2274 ·  2275 ·  2276 ·  2277 ·  2278 ·  2279 ·  2280 ·  2281 ·  2282 ·  2283 ·  2284 ·  2285 ·  2286 ·  2287 ·  2288 ·  2289 ·  2290 ·  2291 ·  2292 ·  2293 ·  2294 ·  2295 ·  2296 ·  2297 ·  2298 ·  2299 ·  2300 ·  2301 ·  2302 ·  2303 ·  2304 ·  2305 ·  2306 ·  2307 ·  2308 ·  2309 ·  2310 ·  2311 ·  2312 ·  2313 ·  2314 ·  2315 ·  2316 ·  2317 ·  2318 ·  2319 ·  2320 ·  2321 ·  2322 ·  2323 ·  2324 ·  2325 ·  2326 ·  2327 ·  2328 ·  2329 ·  2330 ·  2331 ·  2332 ·  2333 ·  2334 ·  2335 ·  2336